# Эггум, Брэндон
Брэндон Эггум (англ. Brandon Eggum; род. 4 августа 1976, Сидней, Монтана, США) — американский борец вольного стиля, серебряный призёр чемпионата мира (2001) и Панамериканского чемпионата (2002).

Ещё в период выступлений стал тренером. По окончании спортивной карьеры продолжил карьеру тренера. Известный ученик — Гейбл Стивсон.